# Anciennes halles de Moulins
Les anciennes halles sont situées à Moulins (France).

## Localisation
Les anciennes halles sont situées sur la commune de Moulins, dans le département de l'Allier, en région Auvergne-Rhône-Alpes.

## Description
Les arcades de plein cintre sont les seules traces de l'ancienne halle aux blés datant du XVIIe siècle. Lorsque la ville était confinée dans son mur d'enceinte, les halles pour le marché étaient proches du Jacquemart, celles pour le blé en face de la collégiale et la place au Blé possédait sur deux côtés des maisons à piliers. Actuellement seul le côté situé à l'est subsiste. Ce sont les galeries du XVe siècle qui furent les témoins de l'activité du marché aux céréales.
L'ancienne halle aux blés est bâtie selon la tradition par François Mansart. L'édifice comprend trois arcades sur la rue François Péron, et cinq sur la rue Diderot. Ce bâtiment est un exemple de la construction en briques et pierres, caractéristique de l'architecture moulinoise du XVIIe siècle.

## Historique
L'édifice est classé partiellement au titre des monuments historiques par arrêté du 16 juin 1939.

## Galerie

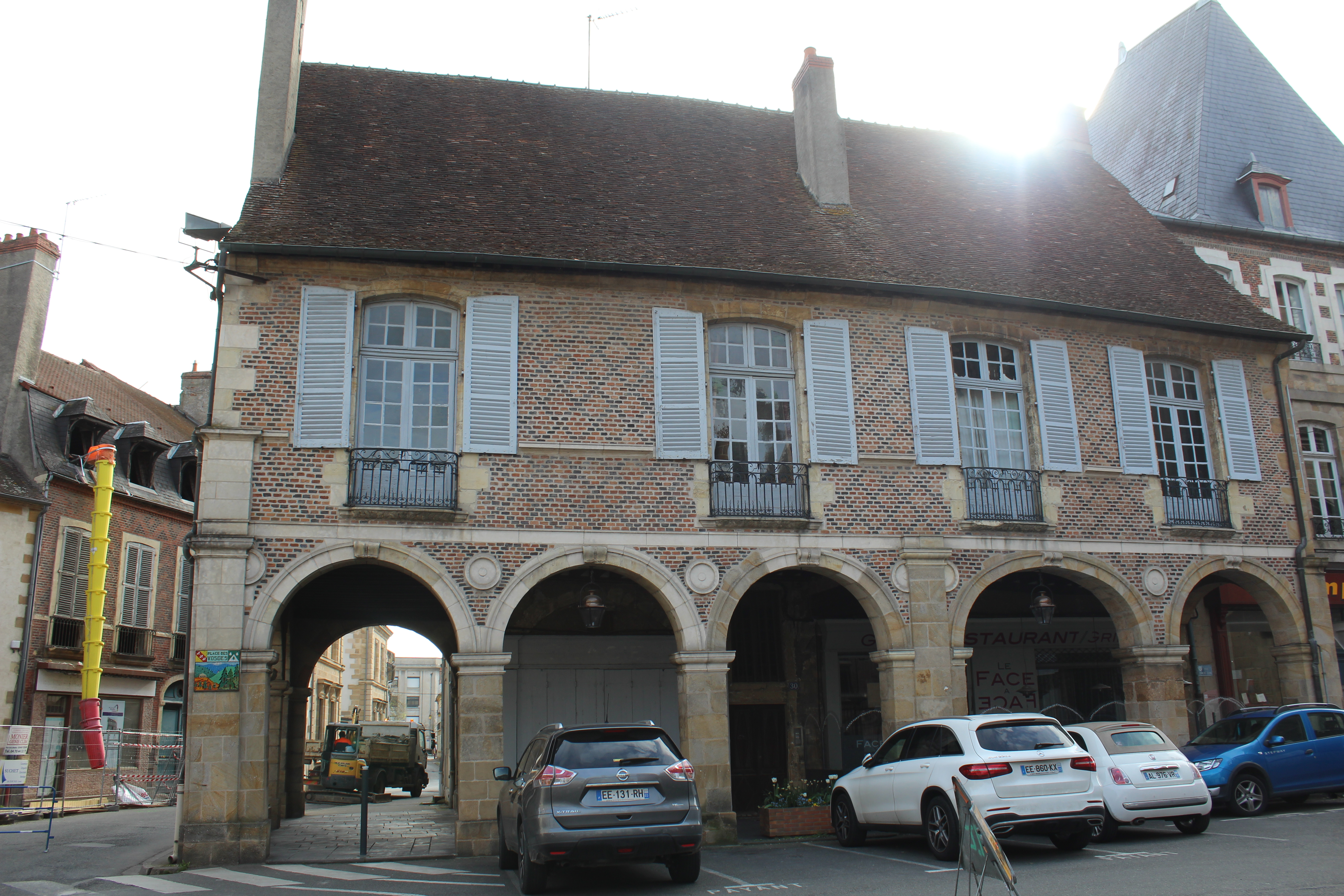
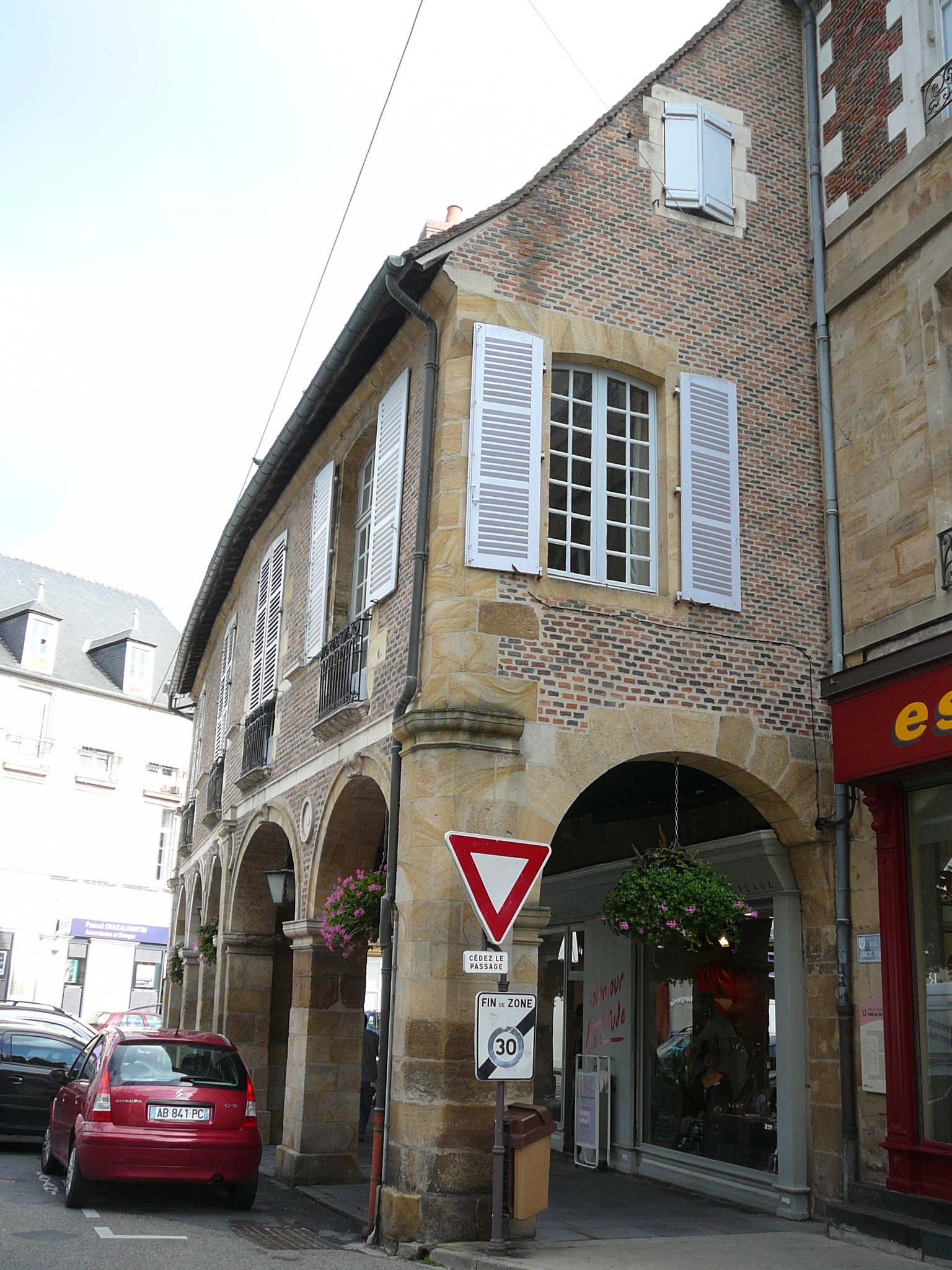
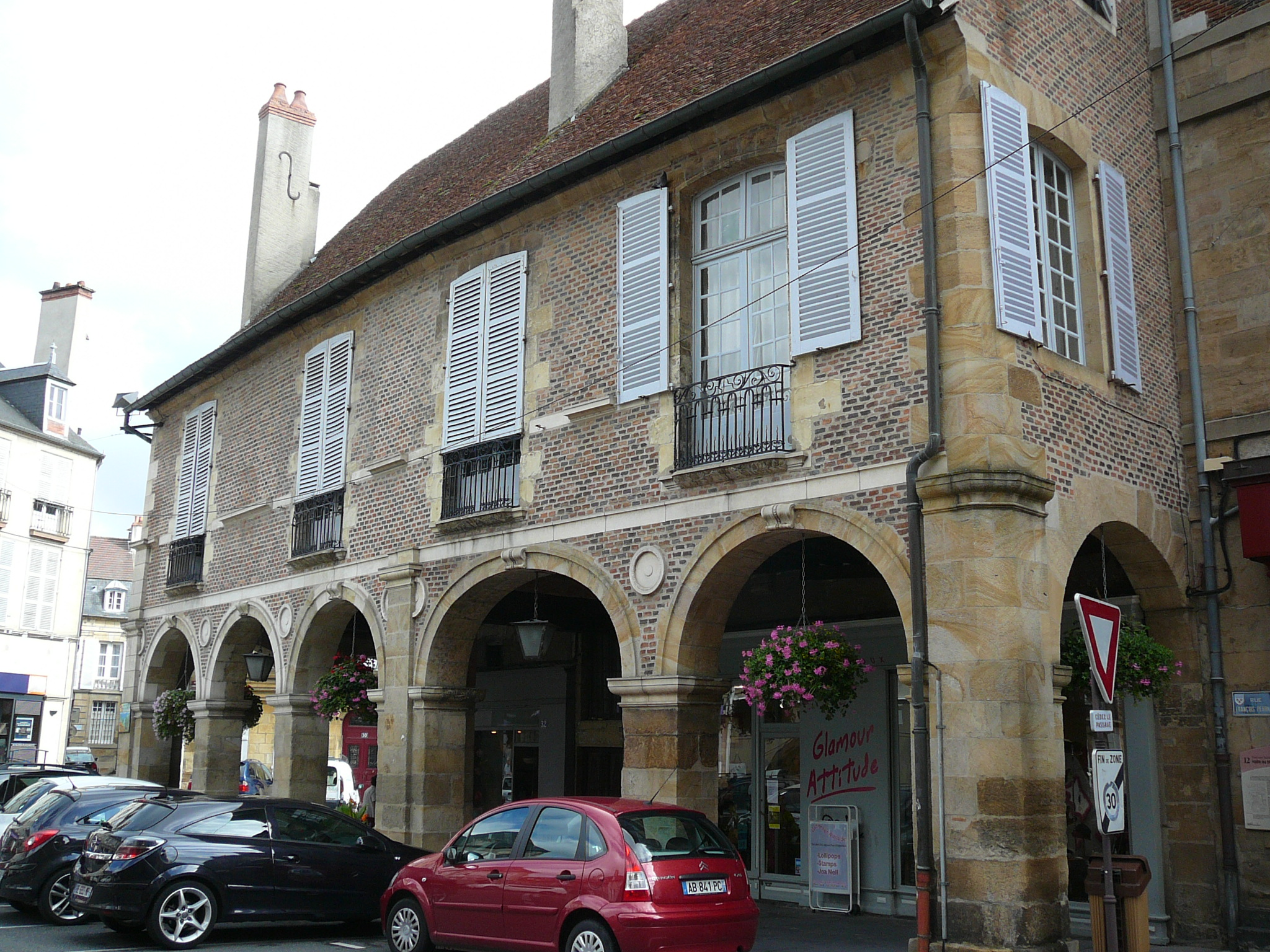

## Protection
Élément protégé : les facades. 